# Гибель империи. Византийский урок
«Гибель империи. Византийский урок» — документально-публицистический фильм Ольги Савостьяновой по сценарию архимандрита (ныне митрополита) Тихона (Шевкунова), который также выступил в качестве повествователя. Архимандрит Тихона (Шевкунова) от первого лица даёт свою версию краха Византийской империи. По его словам: «Мне хотелось в форме притчи предупредить, показать, что может случиться в России, если вовремя не предпринять соответствующие меры».
Съёмки производились в современных Стамбуле, Венеции и Москве. Премьера состоялась на телеканале «Россия» 30 января 2008 года. Фильм вызвал широкую общественную дискуссию.
23 января 2009 года создателям фильма была вручена премия «Золотой орёл» в номинации «неигровое кино».

## Содержание фильма
Основная концепция картины восходит к московскому митрополиту Зосиме, который в 1492 году в своём труде «Изложение Пасхалии» впервые выдвинул тезис «Москва — Третий Рим».
Центральной линией фильма является пропаганда сильного государства. На примере гибели такой великой империи, какой была Византия, проводится мысль, что государство с большой территорией и большим числом народов, входящих в него, обязано быть сильным, иначе оно распадётся как в силу центробежных сил, объективно существующих в любом многонациональном государстве, так и в силу желания окружающих это государство соседей поживиться за чужой счёт.
В качестве таких соседей, по фильму, выступают народы тогдашней Западной Европы (именующиеся в фильме просто «Запад»), бывшие в те времена, о которых идёт речь в фильме, очень далёкими от цивилизованности и именовавшиеся как в Римской, так и в Византийской империях варварами (германцы, англосаксы, французы и т. д.). По фильму, они разграбили Константинополь и, грамотно используя его несметные богатства, дали основной толчок своей цивилизации, ныне именуемой «Западной».
В фильме проводятся аналогии с российской историей. Автор рассказывает об истории Византии, сравнивая её с историей современной России, Российской империи и Советского Союза. Проводится прямая аналогия с событиями новейшей истории, как, например, борьба государственной бюрократии с олигархами, оранжевая революция на Украине и отделение Сербии и Болгарии от Византии, укрепление вертикали власти и т. п.
Однозначную позицию авторы заняли по национальному вопросу, особенно актуальному в государствах имперского типа. Внимание уделяется равенству всех народов империи между собой. Одновременно в качестве положительного момента указывается на смешанное происхождение православных императоров Византии и приводится краткая родословная некоторых из них. Критикуется имевший место греческий национализм, религиозный фактор ставится выше национального.

## Рецепция
Как отмечает Сергей Аркадьевич Иванов: «Это был протест против возможных медведевских послаблений, которых в 2008 году многие опасались. Впрочем, даже патриарх Алексий II тогда от Шевкунова отмежевался».

### За
- Багдасарян В. Э., Орлов И. Б., Репников А. В., Реснянский С. И., Федулин А. Я. «Византийский набат» (письмо пяти историков в редакцию «Независимой газеты») // НГ-Религии. — 2.4.2008.
  - Византийский набат (рецензия на фильм «Гибель империи. Византийский урок». (тк «Россия», 30.01.2008) // Вестник Ассоциации вузов туризма и сервиса. — 2008. — № 3. — С. 88-94.
- Володихин Д. М. Наследие Второго Рима. Опыт краткой апологии. Агентство политических новостей, 13.2.2008.
- Кириллин В. М. Назидание о грядущем. Научный богословский портал «Богослов.ru», 08.03.2008.
- Козлов М. Е., прот., Бурега В., Кириллин В. М. Возрождение сатиры, или Урок отца Тихона. // Татьянин день. — 21.03.2008.
- Лункин Р. Н. Фильм-катастрофа. Портал-Credo.ru, 11.02.2008.
- Максименко В. Г. Византийский урок как историческая развилка. Фонд стратегической культуры, Православие.ру, 28.02.2008.
- Нарочницкая Н. А. Споры вокруг Византии // Российская газета. — № 26. — 7.2.2008.
- Покровская А. М. Византийское предупреждение. Православие.ру.
- Расторгуев В. Н. «„Гибель Империи. Византийский урок“ — это фильм-притча». Русская линия, 5.02.2008.
- Распутин В. Г. О фильме «Гибель империи. Византийский урок» // Советская Россия : газета. — 28.02.2008.
- Сергейцев Т. Н., Петрова О. Какая современность нам нужна? // Профиль : журнал. — № 7 (563). — 25.2.2008.
- Тукмаков Д. Спасти Империю! Завтра : газета. — № 7 (743). — 13.02.2008.
- Тутина Ю., Тростников В. Н. Самобытно или по-западному // Аргументы и факты : газета. — № 7 (1424). — 13.02.2008.
- Фефелов А. В окопах Цареграда // Завтра : газета. — № 7 (743). — 13.02.2008.
- Холмогоров Е. С. Византийский урок // Спецназ России : газета. — № 4 (139). — Апрель 2008.
- Ямщиков С. В. Империя — не мистерия // Завтра : газета. — № 8 (744). — 20.02.2008.

### Против
- Завольский Д. «Возвращение в Царьград, или Езда в остров Простодушных» // Живой журнал
- Завольский Д. «Повесть о погибели Швамбранского царства» // Наше время, № 213. от 05.05.2008
- Занемонец А., диак. Фильм «Византийский урок глазами историка». // Regions.ru, 18.02.2008 г.
- Лебедев В. П. «Византийский синдром» // Лебедь, 17-02-2008
- Можегов В. Роковая симфония. // НГ Религии, 20 февраля 2008
- Можегов В. Все спокойно в наших византиях, или История одного урока // Континент. 2008. — № 136
- Иванов С. А. «Факты, основанные на событиях». // «Ежедневный журнал», 01.02.2008
- Муравьёв А. В. «Тень Гиббона над руинами Царьграда». // Портал-Credo.Ru
- Мусин А. Е., диак. «Если довелось в империи родиться, надо знать уроки Византии». // Портал-Credo.Ru, 20.02.2008
- Новодворская В. И. «Чтоб землю в Стамбуле чекистам отдать». // Грани.ру, 12.02.2008
- Переседов И. В нужном месте поставили крестик. // Новая газета № 08 от 4 Февраля 2008
- Ревзин Г. И. Гибель истории. Уроки отца Тихона. // Газета «Коммерсантъ», 31.01.2008
- Строев С. А. «Медвежий агитпроп в византийском антураже». «CONTRTV.RU», 26.02.2008
  - Строев С. А. Фильм «Гибель Империи» как репутационный провал // Репутациология. — 2019. — № 3-4 (53-54). — С. 5-14.
- Фаликов Б. З. Битва кремлёвских пастырей // Газета.ру
- Холмогорова Н. «Легко ли быть византийцем?». // Агентство политических новостей, 04.02.2008
- «Russia and its history: A Byzantine sermon» // The Economist, 14 февраля 2008
- «Византийский урок» (недоступная ссылка) (Подборка отзывов и интервью)

### Мнение представителей Русской Православной Церкви
- Исторические оценки архимандрита Тихона в фильме «Византийский урок» являются его личной трактовкой — митрополит Кирилл. Комментарий председателя Отдела внешних церковных связей митрополита Кирилла (Гундяева) // Интерфакс-Религия, 20 февраля 2008 г.

### Мнение авторов фильма
- Архимандрит Тихон (Шевкунов). «Власть здесь ни при чём». «Коммерсантъ», № 15 (3832 от 1 февраля 2008 г.
- Архимандрит Тихон (Шевкунов). «Главная причина падения Византии — в духовном разложении элиты». «Итоги», № 9 (611) от 25 февраля 2008 г.
- «Византийское зеркало» (беседа c византологом Павлом Кузенковым — научным консультантом фильма). Московский Комсомолец, № 24690 от 12 февраля 2008
- Встреча автора фильма «Византийский урок» со студентами Московских духовных школ. Видеозапись, стенограмма. Богослов.Ру, 17 сентября 2008 г.

### Другие
- Премьера фильма в Афинах. Репортаж из Греции. Вести, 20 октября 2009 г.
- Дикторский текст литературного сценария фильма «Гибель империи. Византийский урок» // pravoslavie.ru, 11 марта 2008